# Domingo Laíno
Domingo Isabelino Laíno Figueredo (Asunción, 8 de julio de 1935) es un economista, político y activista paraguayo, reconocido por su férrea oposición a la dictadura de Alfredo Stroessner y su papel destacado en la transición democrática del país. Fundador y referente histórico del Partido Liberal Radical Auténtico (PLRA), fue candidato presidencial en tres ocasiones (1989, 1993 y 1998), miembro de la Asamblea Constituyente de 1992 y senador en los períodos 1989-1993 y 2003-2008.
Durante el stronismo fue uno de los líderes más visibles de la disidencia política, sufriendo múltiples arrestos, confinamientos, intentos de asesinato y expulsiones del país. Entre 1982 y 1987 vivió en el exilio, desde donde continuó su labor como defensor de los derechos humanos y promotor de la democracia. Su retorno definitivo se produjo en el contexto de crecientes presiones internacionales sobre el régimen.
Identificado con el liberalismo social, Laíno se ha declarado socialista en diversas ocasiones, ubicándose dentro del espectro de la izquierda política paraguaya.

## Biografía

### Vida personal y familiar
Nació el 8 de julio de 1935 en Asunción, Paraguay.
Se casó con Rafaela Guanes, con quien tuvo cuatro hijos: Luis Domingo, Rafaela María, María Irene y María Fernanda.

### Educación
Laíno completó su formación primaria y secundaria en el Colegio Privado Carlos Antonio López, ubicado en Asunción. Fue en esta institución donde comenzó a gestarse su interés por la praxis política, al intentar, junto con sus compañeros, constituir un centro de estudiantes, iniciativa que no logró materializarse.
En 1961, obtuvo el grado de doctor en ciencias económicas por la Universidad Nacional de Asunción (UNA). Durante su etapa universitaria, integró el Centro de Estudiantes de la Facultad de Ciencias Económicas, lo que consolidó su vinculación con la política estudiantil.
Posteriormente, emprendió estudios de posgrado en Europa, obteniendo en 1962 el título en el Istituto degli studi dello sviluppo economico e sociale, en Nápoles, Italia. En 1964 concluyó su formación en el Istituto Nazionale per il Commercio Estero, en Roma. Finalmente, en 1966 culminó un programa especializado en desarrollo económico en el Istitute of Social Studies, en La Haya, Países Bajos.

## Trayectoria política

### Oposición a la dictadura

#### Inicios (1959-1968)
Laíno fue detenido por primera vez en 1959, a los 24 años de edad. Posteriormente, en 1962, fue apresado en cumplimiento de la Ley Nº 294 y recluido en la Penitenciaría Nacional de Tacumbú durante tres meses. En 1963, sufrió otro arresto, fue procesado y encarcelado nuevamente en Tacumbú.
En las elecciones generales de 1963, se permitió al Partido Liberal participar por primera vez desde el inicio de la dictadura, a pesar de que estaba claro que Alfredo Stroessner y su partido manipularían los comicios. En respuesta a esta situación, algunos dirigentes liberales decidieron formar el Partido Liberal Radical, que optó por no participar en el sistema político como una forma de protesta. Domingo Laíno decidió unirse al Partido Liberal Radical, considerándolo el legítimo.
En 1967, después de regresar de sus estudios en Europa, Domingo Laíno fue nuevamente arrestado y sometido a juicio bajo la Ley Nº 197, siendo enviado una vez más a Tacumbú.

#### Diputado Nacional (1968-1977)
En las elecciones generales de 1968 es electo diputado nacional, por Capital. Estas fueron las primeras elecciones en las que participó el Partido Liberal Radical desde el ascenso de Stroessner, diferenciándose así del otro Partido Liberal, que participaba desde 1963.
El 11 de septiembre de 1972 fue fuertemente golpeado frente a la Universidad Católica de Asunción, por un grupo de garroteros comandados por Ramón Aquino. Esto ocurrió poco después de que, en la Cámara de Diputados, se opusiera al cambio de nombre de la localidad de Nueva Londres, por el de Hugo Stroessner, padre del dictador.
En las elecciones generales de 1973 fue reelecto para un segundo periodo como diputado.
En marzo de 1975, siendo profesor de la Universidad Católica de Villarrica, fue rodeado por garroteros que tenían la intención de lincharlo. Sus alumnos lo protegieron, permitiéndole así escapar. Se escondió de los efectivos militares del II Departamento Militar, liderado por el general Otello Carpinelli Yegros. A la madrugada llegó una delegación de parlamentarios liberales radicales auténticos, quienes lo ayudaron salir de la ciudad.
En 1977 Alfredo Stroessner enmendó la Constitución para permitir la reelección indefinida. En respuesta a esto, Laíno y otros dirigentes del Partido Liberal Radical decidieron retirarse del ámbito político, como forma de protesta. De esta forma Laíno renunció a su escaño en la Cámara de Diputados.
Junto a otros dirigentes liberales funda el Partido Liberal Radical Auténtico, que no participaría en el fraudulento sistema del régimen, a diferencia del Partido Liberal y el Partido Liberal Radical.

#### Activismo de oposición en Paraguay (1977-1980)
En 1978 viajó a Estados Unidos, invitado por la Washington Office on Latin America, para participar de la Comisión Interamericana de Derechos Humanos de la OEA. En esta comisión se dio por primera vez un voto de censura al Gobierno de Stroessner.
El 7 de julio de 1978, al regresar de Estados Unidos, fue secuestrado en Asunción, en la intersección entre las calles Perú y Mcal. López. Permaneció secuestrado en dependencias del Departamentos de Investigaciones, donde lo privaron del sueño por días, lo hicieron comer cigarrillos, lo obligaron a subir y bajar escaleras de forma constante, entre otras torturas. Cuando no podía más por el cansancio y el sueño, lo ponían bajo una ducha, siempre esposado. Una semana después fue trasladado a Tacumbú, juzgado por violar la Ley Nº 209; pero antes recibió un golpe en la frente y una patada en la espalda por parte del Jefe de la Sección Política, comisario Alberto Cantero, por negarse a firmar una declaración impuesta por ellos. Laíno se reunió con sus abogados y se negó a la defensa, por considerar que el Poder Judicial estaba controlado por el Ejecutivo (Stroessner), creencia respaldada por la presencia del juez encargado del caso, Antonio Escobar Cantero, en un acto proselitista del Partido Colorado. La línea telefónica de su casa fue cortada, no se la devolverían hasta años después. Finalmente recuperó su libertad el 8 de agosto de 1978.
En 1979 fue a Brasil, donde hizo declaraciones sobre las relaciones entre dicho país y Paraguay, en el contexto de la construcción de Itaipú. El 20 de septiembre, cuando regresó a Paraguay, fue detenido y permaneció incomunicado en las dependencias de la llamada oficina Técnica, encargada de la represión ideológica. Al día siguiente fue confinado en la localidad de Mbuyapey, a 180km de Asunción. Fue alojado en dicha ciudad, con una pensión. Permaneció allí hasta que le devolvieron la libertad el 21 de diciembre de 1979.
El 17 de septiembre de 1980 fue asesinado en Asunción el exdictador de Nicaragua, Anastasio Somoza, quien se encontraba refugiado en el país. Laíno fue acusado erróneamente del atentado, a pesar de que no tenía ninguna relación con este. El 30 de septiembre fue arrestado por militares, acusado de participar en el asesinato. Su residencia particular fue rigurosamente registrada por segunda vez en la semana. Permaneció incomunicado en una celda de la Comisaría 3.a, con dependencias sanitarias incluidas y luz prendida las 24 horas del día. Fue liberado el 15 de octubre de ese mismo año.
En enero de 1982, su casa comenzó a ser controlada de forma abierta y continúa por la Policía Nacional.

#### Exilio (1982-1987)
En 1982, Laíno escribió El General Comerciante, un libro sobre Anastasio Somoza Debayle, siendo bastante crítico del dictador nicaragüense y su familia. Un día antes del lanzamiento del libro, el 9 de diciembre de 1982, el domicilio de Laíno fue allanado por un equipo policial al mando del comisario Alberto Cantero. Junto a Laíno, fueron arrestados su esposa Rafaela Guanes, su cuñado Luis Guanes y el dueño de la imprenta que había editado el libro, Enrique Velilla García. La Policía también robó 500 volúmenes del libro y el material, hojas y tapas que estaban siendo usados para los demás.
Laíno fue llevado a la Policía de Investigaciones. Días después, el 14 de diciembre, fue llevado a la ciudad argentina de Clorinda, empezando así su exilio.
Durante el exilio de Laíno, su familia permaneció en Paraguay, viajando constantemente. Por su parte, Laíno siempre se movilizó por ciudades fronterizas como Clorinda, Formosa, Resistencia, Posadas y Foz de Iguazú.
En marzo de 1983, intentó entrar al país, pero lo descubrieron y expulsaron de nuevo. El 29 de abril de 1984, volvió a intentarlo, siendo negado el ingreso por estar "comprometido con la subversión, atentar con el orden público y alterar la tranquilidad de la nación”, según el subsecretario del Ministerio del Interior, Darío Filártiga. Luego realizó otros tres intentos fallidos de entrar al país: una vez en marzo de 1985, luego en diciembre de ese año y por último en junio de 1986.
Ya en esta época, todas las naciones de Sudamérica, excepto Chile y Paraguay, eran democracias, que ejercían una fuerte presión regional contra Stroessner para que permita el retorno de los exiliados políticos al país. La OEA fue uno de los más duros críticos de Stroessner en estos años.
Finalmente, el 25 de abril de 1987 logró entrar al Paraguay.

#### Regreso a Paraguay y últimos años de dictadura (1987-1989)
Al retornar al Paraguay, Laíno permaneció varios meses fuertemente controlado, con motos y autos de policías siempre detrás de él. Su residencia continuó siendo vigilada por la policía, incluso ya uniformada.
En julio de 1987 la Juventud Liberal Radical Auténtica organizó un acto en la ciudad de San Juan de Ñeembucú. A 30km del lugar un cordón policial impedía el paso al evento y la ciudad permaneció sitiada todo el día. Ante estos hechos se improvisó un acto en un lugar llamado Estero Camba, donde Laíno dio un discurso, poco antes de que la Policía arribara al lugar.
El 30 de julio de 1987 se realizó en el oratorio de Asunción la tercera Asamblea de la Civilidad, actos políticos públicos realizados por el Partido Febrerista. Laíno asistió junto a otros dirigentes opositores, siendo todos golpeados y arrastrados hasta el cuartel central de la policía. Al día siguiente fueron derivados al Batallón de la Guardia de Seguridad y recuperaron la libertad el lunes 3 de agosto.
El 13 de agosto de 1987 se realizaría otro acto de la Asamble de la Civilidad. Ese día Laíno fue impedido de abandonar su hogar, que se encontraba rodeado de policías.
El 15 de agosto de 1987 se celebraría el aniversario 450 de la fundación de Asunción, por lo que días antes la policía detuvo a Laíno y a otros opositores, quienes permanecieron unos días en el Batallón de la Guardia de Seguridad.
El 10 de octubre de 1987 Juventud Liberal Radical Auténtica llevó a cabo un acto en la ciudad de Itá, luego de la celebración de una Misa. Terminada la misma, cuando los asistentes se dirigían a la plaza donde se realizaría el acto, fueron rodeados por efectivos policiales que procedieron a detener a Laíno y a su pequeña hija, Maria Irene, de ocho años. Laíno, su hija y el presidente de la Juventud, Ramón Ferreira, fueron trasladados hasta Asunción, al Cuartel Central de Policía. Una camioneta policial buscó en la casa de Laíno a su esposa, Rafaela Guanes, en relación con la presencia de la niña en la Central de Policía. María Irene fue entregada ese mismo día a su madre y los presos fueron remitidos al Batallón de la Guardia de Seguridad. Recuperaron la libertad el 15 de octubre.
En 3 de febrero de 1988 se realizó un acto de oposición en Itaguá. Laíno asistió en compañía del Dr. Carlos Royg y los jóvenes del PLRA. En pleno acto llegó la policía y los presentes se refugiaron en una capilla. Una delegación presidida por el político demócrata cristiano Luis Alfonso Resck fue impedida de llegar. Aún dentro de la Capilla, la policía arremetió a golpes, de los que fueron víctimas el fotógrafo de ABC Color, Pedro Méndez. Laíno fue golpeado tan duramente que hasta perdió un diente. Los detenidos fueron conducidos a Asunción y alojados en el Batallón de la Guardia de Seguridad, incomunicados. Recuperaron la libertad el 5 de febrero.
El 14 de febrero de 1988 se realizaron las elecciones generales fraudulentas que le dieron un octavo periodo presidencial a Alfredo Stroessner. Se realizaron manifestaciones en todo el país. Laíno y otros dirigentes fueron detenidos en Coronel Oviedo y apresados durante todo el día en un calabozo de la Delegación de Gobierno.

### Trayectoria política en democracia

#### Elecciones generales de 1989
Posteriormente al golpe de Estado del 3 de febrero de 1989, que derrocó a Stroessner, se impuso en la presidencia al general Andrés Rodríguez Pedotti (anteriormente mano derecha y consuegro de Stroessner) en elecciones convocadas rápidamente bajo las condiciones autoritarias vigentes.
Entonces, el PLRA, ya reconocido como partido legal, presentó como candidato a Laíno, saliendo en segundo lugar con el 20,3% de los votos, luego de Rodríguez, que representó al propio Partido Colorado.

#### Asamblea Constituyente de 1992
En 1992, Domingo Laíno fue elegido convencional para la promulgación de una nueva Constitución Nacional ese mismo año. Fue elegido en varias oportunidades como diputado y senador.

#### Elecciones generales de 1993
En las elecciones generales de 1993, se presentó como candidato a presidente de la República por el PLRA logrando el segundo lugar, pero alcanzando el 32,1% de las papeletas, en elecciones regidas por la misma Junta Electoral de la dictadura stronista.

#### Elecciones generales de 1998
En las siguientes elecciones presidenciales de 1998, el PLRA conformó una alianza con el Partido Encuentro Nacional (PEN), que entonces le seguía en importancia en la oposición, postulando la fórmula con Carlos Filizzola como candidato a vicepresidente, saliendo la alianza derrotada contra el Partido Colorado unido en sus diferentes fracciones, pero obteniendo la dupla Laíno-Filizzola el 42,6% de los votos.

#### Actividad posterior (1999-)
En 1999, a raíz del Marzo Paraguayo (magnicidio del vicepresidente colorado Luis María Argaña, que generó graves disturbios) con una amenaza de quiebre a la democracia ocasionada por las fracciones nuevamente enfrentadas del Partido Colorado, los liberales (Laíno entre ellos) integraron el Gobierno conjuntamente con el Partido Colorado y el Partido Encuentro Nacional en un pacto de unidad nacional del cual, por desavenencias políticas, finalmente se separaron.
En 2003, fue elegido Senador Nacional para el periodo 2003-2008.
En actualidad, es miembro del Consejo de Administración de Itaipú Binacional, cargo para el cual fue nombrado por el presidente Fernando Lugo, en el marco de la política de recuperación de la soberanía energética paraguaya. Laíno lidera el movimiento interno del PLRA denominado "Cambio Para la Liberación". Domingo Laíno ha realizado numerosas publicaciones sobre la injusticia del tratado de Itaipú entre Paraguay y Brasil, y sobre la democracia y la historia de su país.

## Libros
- Energética en Paraguay: fraude y entrega (1974)
- Paraguay: De la independencia a la dependencia (1976)
- Paraguay: fronteras y penetración brasilera (1977)
- Coautor del apéndice C de Presupuesto y cuadros de exportación e importación y asesor técnico en el apéndice D y el apéndice E del libro La primera revolución popular en América, de Richard Alan White (1978)
- Paraguay: represión, estafa y anticomunismo (1979)
- El general comerciante (1982)
- Hacia un Paraguay liberal y progresista (1990)
- Premio de la Libertad (1991)
- Laíno, Discursos (1993)
- Doctrina y pensamiento del movimiento: Cambio para la liberación (2001)
- Globalización y pobreza (2002)
- DD. HH.: EE. UU. e Irak (2004)
- En Defensa de los Pobres (2005)
- Evaluación de la gestión de la salud pública en Paraguay (2006)
- Coautor del libro Petróleo, biocombustible y desarrollo (2006)
- Salud pública y cooperación cubana (2006)
- Discurso Programa de gobierno nacional, periodo 2008-2013 (2007)
- José Gaspar de Francia: conocimiento como arma (2010)
- Conocimiento y gobierno de José Gaspar de Francia (2011)
- Coautor del libro El Abogado Francia y P. Zavala de Machaín (2011)
- Estudio sobre la causa de la derrota liberal (2012)
- Ejército zapatista en México e indígenas en Paraguay (2012)
- La lucha continua (2020)